# Konnakol
Konnakol (andere Schreibweisen: Konokol, Konakkol, Konnakkol) ist der Vortrag der Silbensprache solkattu, mit der in der karnatischen Musik Südindiens die Klänge der zweifelligen Doppelkonustrommel mridangam vokal wiedergegeben werden. Konnakol ist eine musikalische Form, die im weiteren Sinn der Vocal Percussion zugerechnet werden kann. Sie dient daneben zum Erlernen von Rhythmen und der Kommunikation unter Musikern. Zur Technik gehört das gleichzeitige Klatschen mit den Händen zu gesprochenen Silben. Obwohl Konnakol insbesondere als Tradition im indischen Raum bedeutend ist, wird die Technik in der ganzen Welt verwendet, u. a. als Hilfsmethode für das Komponieren von Musik. So gilt der britische Jazz- und Rockgitarrist John McLaughlin als einer der bekanntesten Anwender von Konnakol. McLaughlin selbst beschreibt Konnakol als System, Rhythmik ohne Zuhilfenahme von Trommeln oder Schlagzeug zu meistern.

## Geschichte
Konnakol ist in verschiedenen hinduistischen Mythen vertreten, wo sie als heilige Übung gilt. So soll der Arzt Sushruta im 6. Jahrhundert mittels Konnakol einen Schlangenbiss geheilt haben. Heute wird Konnakol auch jenseits des traditionellen Kontextes als Form des Scattens verwendet, bzw. gilt als beeinflussender Faktor in der Entwicklung des westlichen Beat-Boxens. Die Aussprache der Silben im Konnakol hat sich regional und je nach Schule in unterschiedliche Notationen niedergeschlagen: In Indien wird für Lehrbücher Tamil verwendet, im westlichen Kontext dominiert Englisch.